# ハプログループA (Y染色体)

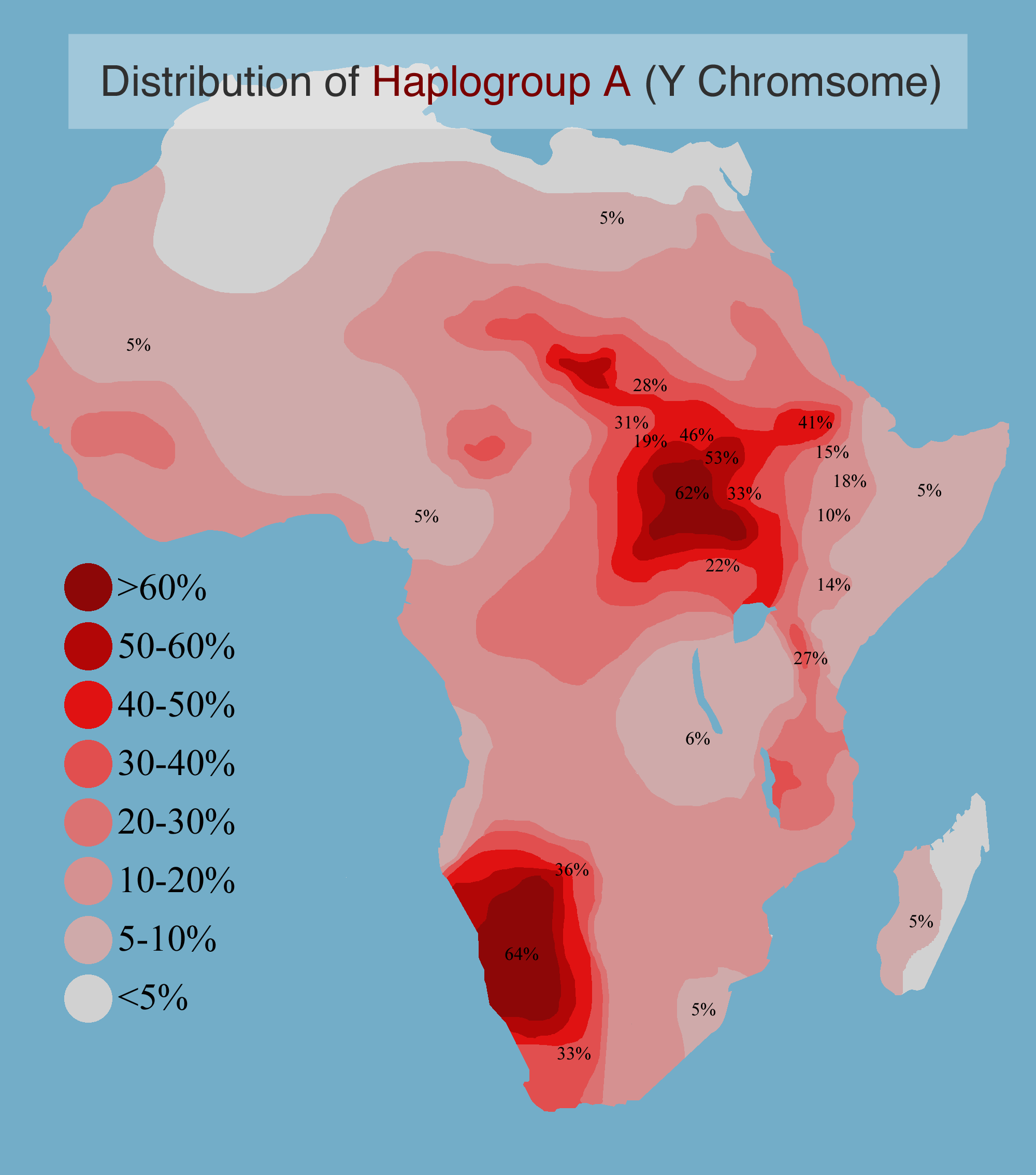
ハプログループAの分布図

ハプログループA (Y染色体)（ハプログループA Yせんしょくたい、英: Haplogroup A (Y-DNA)）とは分子人類学において人類の父系を示すY染色体ハプログループ（型集団）の分類である。他のY染色体ハプログループと異なり、特定の変異で定義されるものではなく、ハプログループの系統樹の最も根に近いグループを側系統としてまとめたものである。27万年前にアフリカで誕生した。

## 頻度
コイサン語族話者や東アフリカのナイロートなどに高頻度である。
- Tsumkwe San　66%[3]
- ナマ人　64%[3]
- ディンカ族　62%[4]
- シルック族　53%[4]
- ヌバ族　46%[4]
- コイサン人　44%[5]
- エチオピアユダヤ人　41%[6][7]
- ǃKung ~40% [3][6]
- Borgu　35%[8]
- ヌエル族　33%[8]
- フール人　31%[8]
- マサイ族　27%[8]
- ナラ人　20%[9]

など

## 系統樹
Y-Chromosome Consortium (YCC) Tree, the ISOGG Y-DNA Haplogroup Tree,などによる。
Y染色体アダム
- A0 (formerly A1b) (P305, V148, V149, V154, V164, V166, V172, V173, V177, V190, V196, V223, V225, V229, V233, V239)
- A1 (A1a-T according to Cruciani 2011) (L985, L989, L990, L1002, L1003, L1004, L1009, L1013, L1053, V161, V168, V171, V174, V203, V238, V241, V250, V238, V241, V250)
  - A1a (M31, P82, V4, V14, V15, V25, V26, V28, V30, V40, V48, V53, V57, V58, V63, V76, V191, V201, V204, V214, V215, V236)
  - A1b (A2-T according to Cruciani 2011) (P108, V221)
    - A1b1 (L419)
      - A1b1a (V50, V82, V198, V224)
        - A1b1a1 formerly A2 (M14, M23, L968/M29/P3/PN3, M71, M135, M141, M206, M276/P247, M277/P248, MEH1, P4, P5, P36.1, Page71, Page87, Page95)
          - A1b1a1a (M6, M196)　カポイド（コイサン諸語）
            - A1b1a1a1 (M212)
              - A1b1a1a1a formerly A2a (M114)
              - A1b1a1a1b formerly A2b (P28)
              - A1b1a1a1c formerly A2c (P262)

      - A1b1b formerly A3 (M32)
        - A1b1b1 formerly A3a (M28, M59)
        - A1b1b2 formerly A3b (M144, M190, M220, P289)
          - A1b1b2a formerly A3b1 (M51, P100, P291)　カポイド（コイサン諸語）
            - A1b1b2a1 formerly A3b1a (P71, P102)

          - A1b1b2b formerly A3b2 (M13, M127, M202, M219, M305) 　ナイロート（ナイル・サハラ語族）
            - A1b1b2b1 (M118)

    - BT (M42, M94, M139, M299, M60, M181/Page32, P85, P90, P97, Page65.1/SRY1532.1/SRY10831.1, V21, V29, V31, V59, V64, V102, V187, V202, V216, V235)

## A00

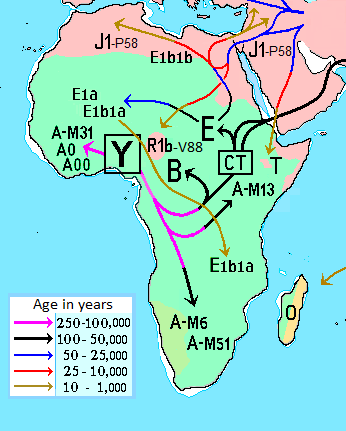
ハプログループAの移動

2013年、Family Tree DNA社が米国サウスカロライナ州出身のアフリカ系アメリカ人の子孫のY染色体を解析したところ、33万8千年前に遡る系統であることが明らかとなり、新たにハプログループA00と名付けられた。この発見によりアフリカ人のY染色体系統が再調査された結果、カメルーンの村でも類似のY染色体のハプロタイプが発見された。これらの結果により、Y染色体アダムの年代が大きく遡ることとなった。後の研究で、この分岐年代を若干補正する研究もされており、これによるとA00は20万8300年前(もっとも古い見積もりでも26万200年前)に分岐した系統であるとされる。この新たな数値は、従来Y染色体アダムが存在したと考えられてきた時期と矛盾しないことになる。その後2015年の研究ではA00は27万年前まで遡るとされている。

## 起源地
Scozzari et al. (2012) はハプログループA1bの起源地をアフリカ中部～北西部と推定している。実際にモロッコの地層から発見された現生人類（ホモ・サピエンス）の頭蓋骨及びその同年代のもの思われる複数の石器が、現生人類の痕跡としては最古の約30万年前のものであると結論づけられており、ホモ・サピエンスの原郷が中～北西アフリカにあった可能性を示唆している。

## 旧石器時代のヨーロッパへ
ハプログループA1aはヨーロッパ北西部でわずかに観察されている。これは旧石器時代にアフリカからジブラルタル海峡を渡ってやってきたものと解釈されている。